# Kheda
Kheda är en ort i Indien.   Den ligger i distriktet Kheda och delstaten Gujarat, i den västra delen av landet, 800 km sydväst om huvudstaden New Delhi. Kheda ligger 38 meter över havet och antalet invånare är 24 767.
Terrängen runt Kheda är mycket platt. Runt Kheda är det tätbefolkat, med 411 invånare per kvadratkilometer. Närmaste större samhälle är Nadiād, 19,2 km öster om Kheda. Trakten runt Kheda består till största delen av jordbruksmark.